# Fairey Aviation Company

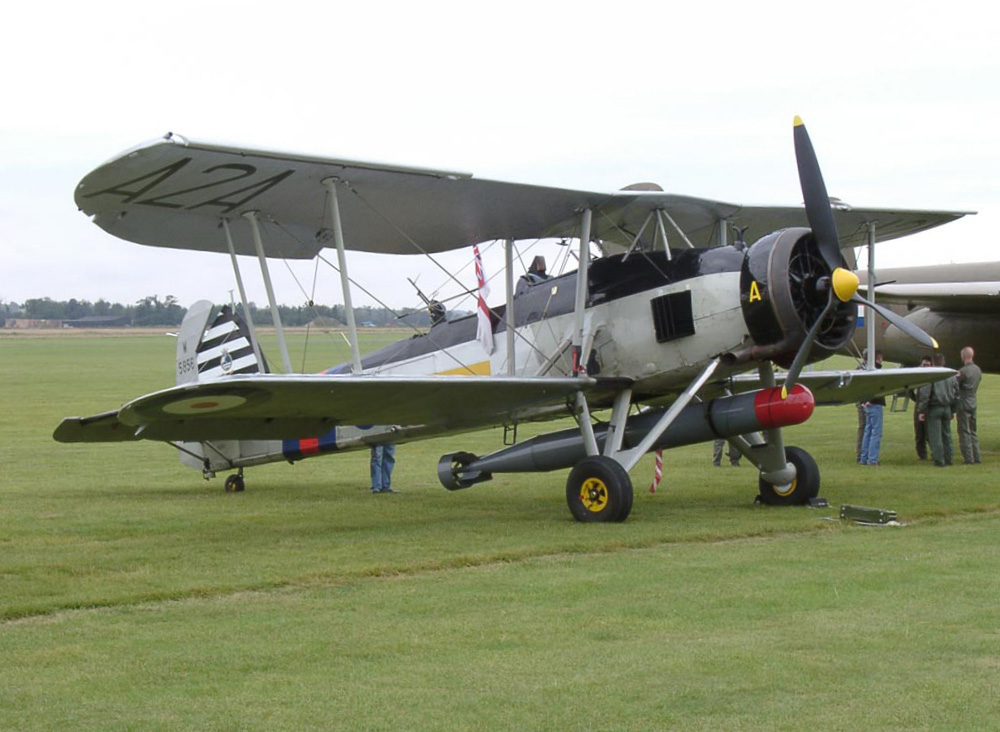

Fairey Aviation Company Limited – brytyjska wytwórnia lotnicza, założona w 1915 r. Na początku lat 70. XX wieku weszła w skład koncernu Hawker Siddeley.

## Historia
Wytwórnię założył Charles Fairey, który zdobył wykształcenie techniczne i początkowo, pracując w elektrowni, zajmował się hobbystycznie konstruowaniem, a od 1910 roku produkcją latających modeli samolotów. W 1911 roku objął posadę inżyniera w zakładach lotniczych Blair Atholl Syndicate, a w kolejnym roku w Short Brothers. W lipcu 1915 roku Charles Fairey założył własną niewielką wytwórnię Fairey Aviation Company Limited w Londynie, zdobywając kontrakt podwykonawczy na 12 wodnosamolotów Short 827. Zostały one wykonane w 1916 roku, po czym Fairey uzyskał kolejne zamówienie na 100 samolotów Sopwith 1½ Strutter. Pierwsze warsztaty wytwórni mieściły się na Clayton Road w Hayes, a następnie Fairey kupił teren wzlotów w Harlington i zbudował tam hangar, a na przełomie 1917/18 roku nową fabrykę.

## Wybrane konstrukcje
- Fairey Swordfish
- Fairey Battle
- Fairey Albacore
- Fairey Fulmar
- Fairey Barracuda
- Fairey Firefly